# Lilla Älgsjön (Krokeks socken, Östergötland)
Lilla Älgsjön är en sjö i Norrköpings kommun i Östergötland och ingår i Kilaån-Motala ströms kustområde. Sjön är 21 meter djup, har en yta på 0,404 kvadratkilometer och är belägen 118,3 meter över havet. Sjön avvattnas av vattendraget Svintunaån.

## Delavrinningsområde
Lilla Älgsjön ingår i det delavrinningsområde (650834-153143) som SMHI kallar för Utloppet av Böksjön. Medelhöjden är 111 meter över havet och ytan är 8,26 kvadratkilometer. Det finns inga avrinningsområden uppströms utan avrinningsområdet är högsta punkten. Avrinningsområdets utflöde Svintunaån mynnar i havet. Avrinningsområdet består mestadels av skog (81 procent). Avrinningsområdet har 0,89 kvadratkilometer vattenytor vilket ger det en sjöprocent på 10,8 procent. Bebyggelsen i området täcker en yta av 0,31 kvadratkilometer eller 4 procent av avrinningsområdet.